# 不動産流通経営協会
一般社団法人不動産流通経営協会（いっぱんしゃだんほうじん   ふどうさんりゅうつうけいえいきょうかい、略称: FRK）は、不動産流通を業務の中心とする住宅・不動産会社を会員とする業界団体。かつては、インターネット上で不動産物件情報専門のホームページ「ホームナビ」を運営していた。元国土交通省所管。

## 概要
一般社団法人不動産流通経営協会は、高度経済成長の中で住宅不足が解消された1968年に、不動産取引市場の整備のため発足した任意団体の不動産取引センターを前身として、1970年に社団法人不動産センターとして設立された。
一般社団法人全国住宅産業協会、公益社団法人全日本不動産協会、公益社団法人全国宅地建物取引業協会連合会とともに、不動産流通業界4業界団体の一角を構成している。
三井不動産リアルティ株式会社、住友不動産販売株式会社、東急リバブル株式会社、三菱地所リアルエステートサービス株式会社、三菱UFJ信託銀行株式会社といった大手企業が会員に含まれる点に特徴を有する。

## 沿革
- 1968年 不動産取引センター発足[1]
- 1970年 社団法人不動産センターに改組[1]、初代理事長江戸英雄[1]
- 1991年 社団法人不動産流通経営協会に改組[1]、理事長坪井東[1]

## 支部網
- 公益財団法人  東日本不動産流通機構
  - 北海道支部
  - 東北支部
- 公益社団法人 中部圏不動産流通機構
  - 中部支部
- 公益社団法人 近畿圏不動産流通機構
  - 近畿支部
- 公益社団法人 西日本不動産流通機構
  - 中・四国支部
  - 九州支部

上記4団体共同で、不動産業者間の情報ネットワークである「レインズ（Real Estate Information Network System）」を運営している。